# 長城航空 (寧波)
長城航空（ちょうじょう-こうくう）は中華人民共和国で1992年から2001年まで中華人民共和国で運航されていた航空会社である。現在は中国東方航空寧波分公司となっている。

## コードデータ
- IATA航空会社コード：G8
- ICAO航空会社コード：CGW
- コールサイン：Great Wall

　このコードは現在使われていない。

## 概要
- 1992年9月2日　中国民航飛行学院が経営する航空会社として設立される。正式名称は長城航空公司、ハブ空港は寧波櫟社国際空港。
- その後、就航路線10余路線に拡大する。
- 2001年6月5日　中華人民共和国政府の国内の改革により、中国東方航空へ併合され、現在は中国東方航空寧波分公司となっている。